# 207 (število)

## V matematiki
207 je sestavljeno število, saj ima 6 deliteljev (1, 3, 9, 23, 69 in 207).
207 je nezadostno število, saj je vsota njegovih deliteljev 312 in velja, da je < 2n.